# Kayemb Uriël Nawej
Pour les articles homonymes, voir Uriel (homonymie).
Kayemb Uriël Nawej, né à Kolwezi en 1964, est un écrivain africain raëlien.
Né en plein cœur du Shaba-Katanga, en pays Urunda, Kayemb Uriël Nawej est membre de la grande Nation Lunda (Ruund), parmi les descendants de Yaav Nawej, fondateur et premier empereur de l'Empire Lunda, petit-fils de Sumbul Pierre Nawej, Mwilas (chef) du clan des Amalas au sein de l'empire Lunda, clan dont appartient la famille Tshombe.
Il est porte-parole du mouvement raëlien,.

## Ouvrages
- Poison blanc
- Erotic Africa - La décolonisation sexuelle
- Moïse Tshombe - Visionnaire assassiné